# Fredrik Wretman
Tomas Fredrik Wretman, född 8 oktober 1953 i Bromma församling i Stockholm, är en svensk skulptör. 
Fredrik Wretman är son till hovtraktören Tore Wretman och skådespelaren Meg Westergren. Fredrik Wretman är gift med Margaretha Söderling, född 1950, med vilken han har barnen Helga Wretman, konstnär, dansare och stuntman, och Arvid Wretman, konstnär och musiker.
Fredrik Wretman utbildade sig på Gerlesborgsskolan 1972–75, på ABF:s konstskola 1975–76 och på Kungliga Konsthögskolan i Stockholm 1980-85. Han har varit lärare på Konstfack och på Kungliga Konsthögskolan. 

## Offentliga verk i urval
- Dogfight (2015), guldglittrande skulpturgrupp med tre drakskulpturer, drakägg och en svan är placerad på en tunn vattenspegel. Konstverket står mitt på torget i Barkarbystaden i Järfälla kommun.
- Hikarimuji (2011), installation med vattenspegel i Fengersfors, Dalsland.[3]
- Bänk i teak (2010), ljudskulptur i Monica Zetterlunds park, korsningen Roslagsgatan/Surbrunnsgatan i Stockholm.
- Kombinationer (2007), Uppsala Konsert & Kongress.
- 0 + 0 = 8 (2007), tidigare i Nissan, Halmstad, numera i Slottsparken.
- Looking för Alice Fine (2006), installation på Färgfabriken i Stockholm.
- Klingon (2005), Södertörns högskolas bibliotek.
- Inre uttryck (2005), Vikströmska skolan i Stockholm.
- Bodhi (2004), i Viskan, Borås, med skulptören själv som modell. Med denna utomhusskulptur deltog Fredrik Wretman i Borås internationella skulpturbiennal 2008.
- Body & soul (2002), vattenskulptur, framför huvudingången till Södersjukhuset i Stockholm.
- 8 11 (1998), Konstvägen sju älvar, Baggböle.

Han finns representerad vid bland annat Norrköpings Konstmuseum.

## Bildgalleri

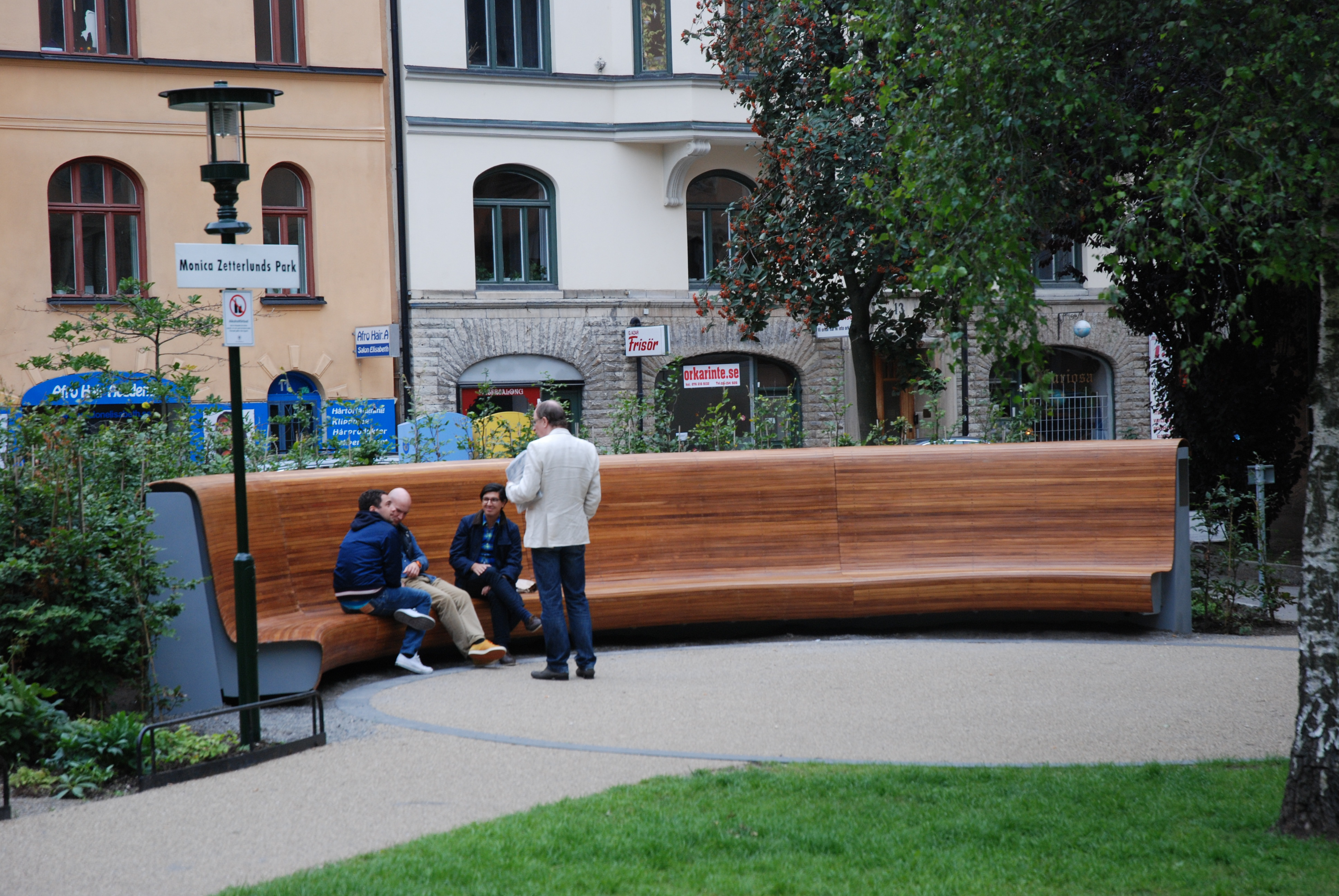
Bänk i teak, parksoffa i Monica Zetterlunds park i Stockholm.
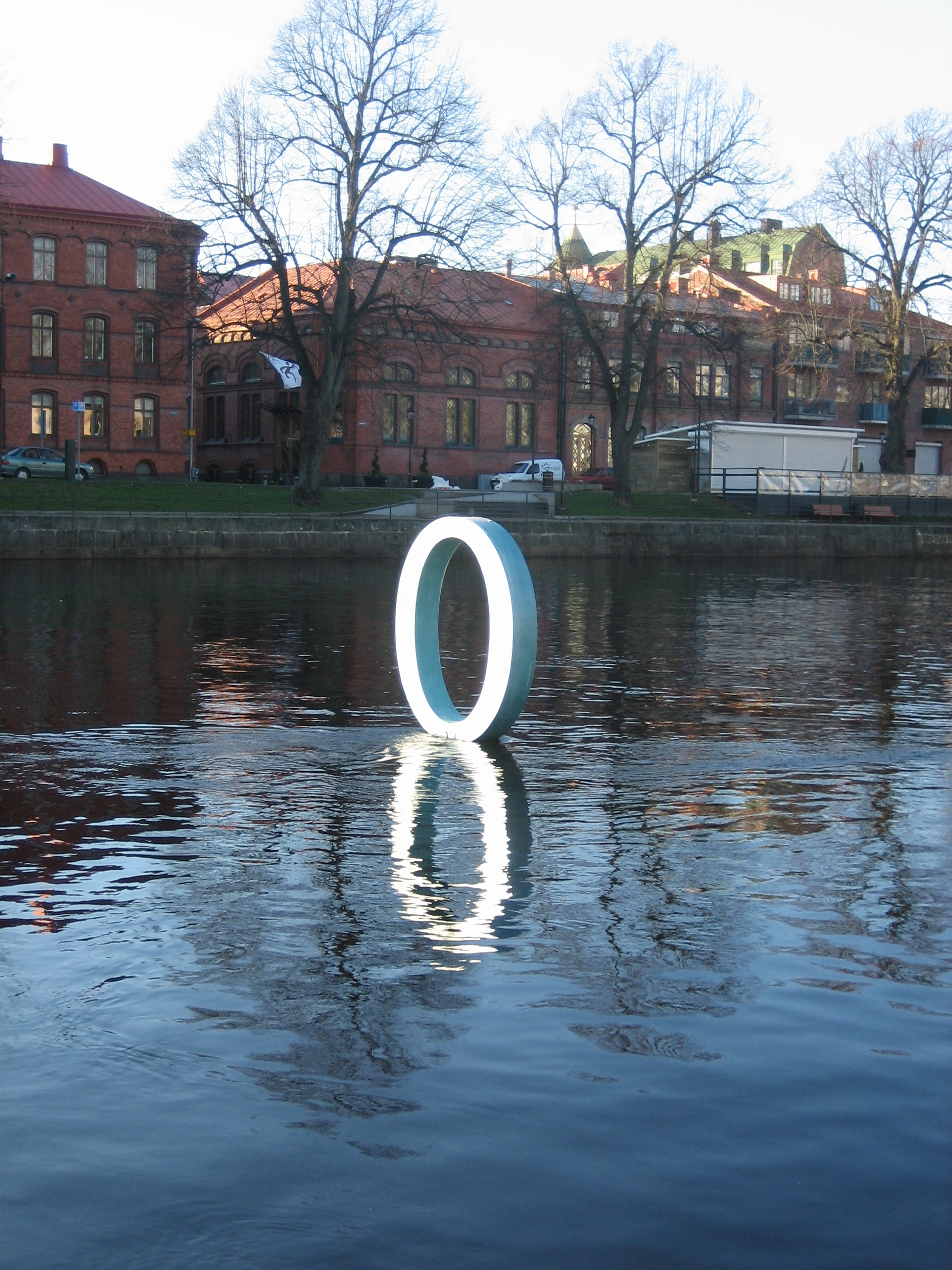
0 + 0 = 8 i Halmstad.
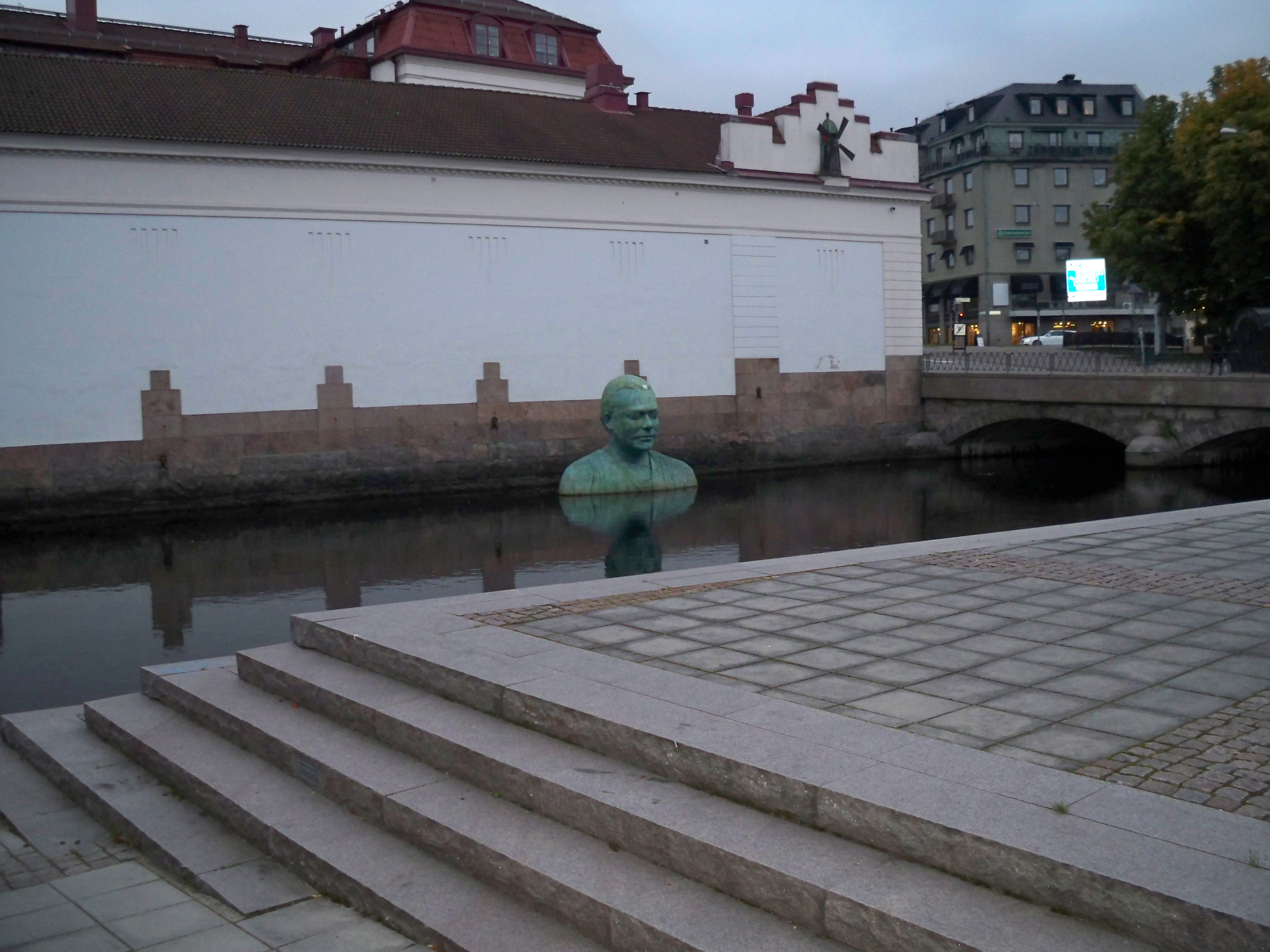
Bodhi i Borås.
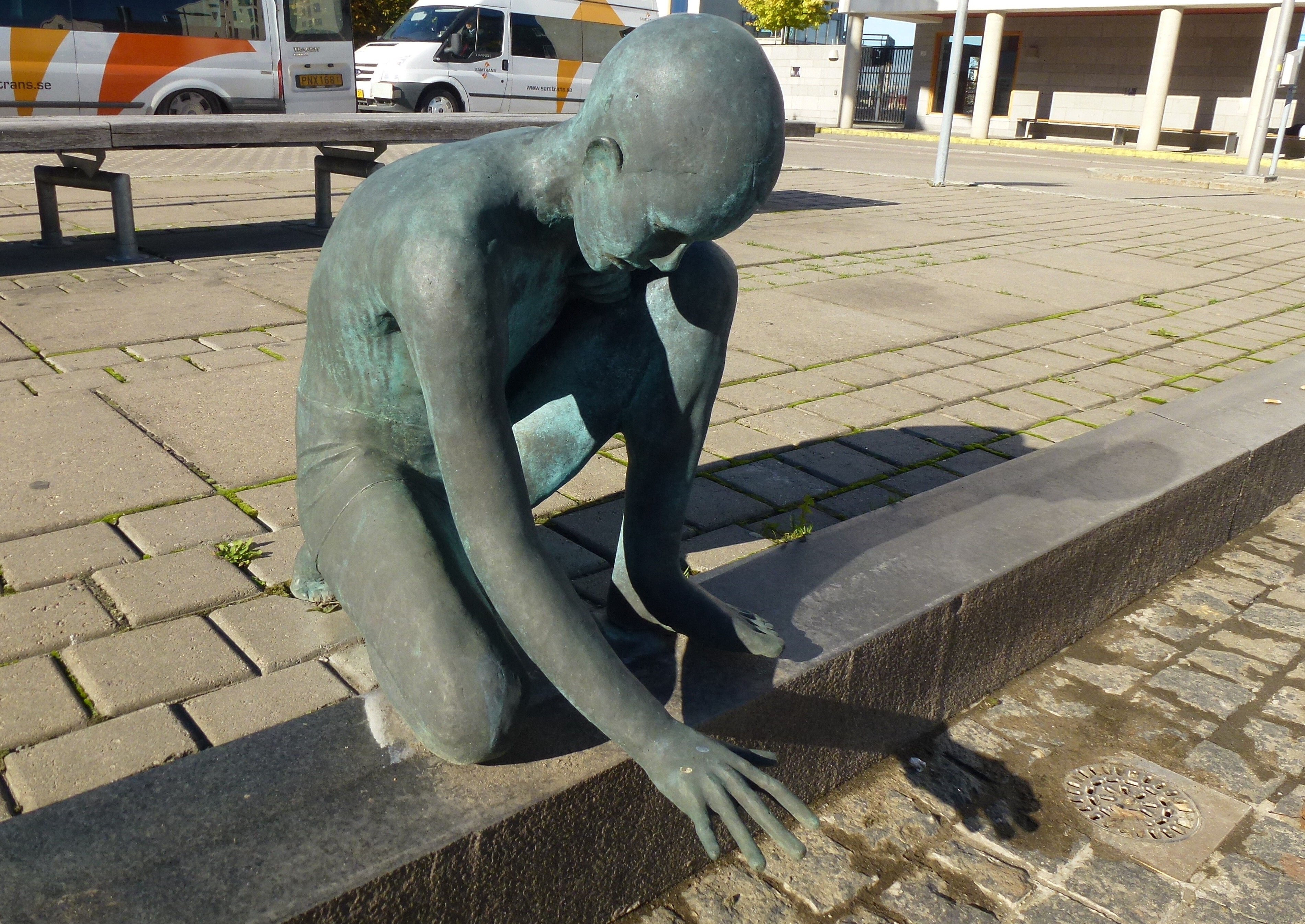
Body & soul, Södersjukhuset, Stockholm.
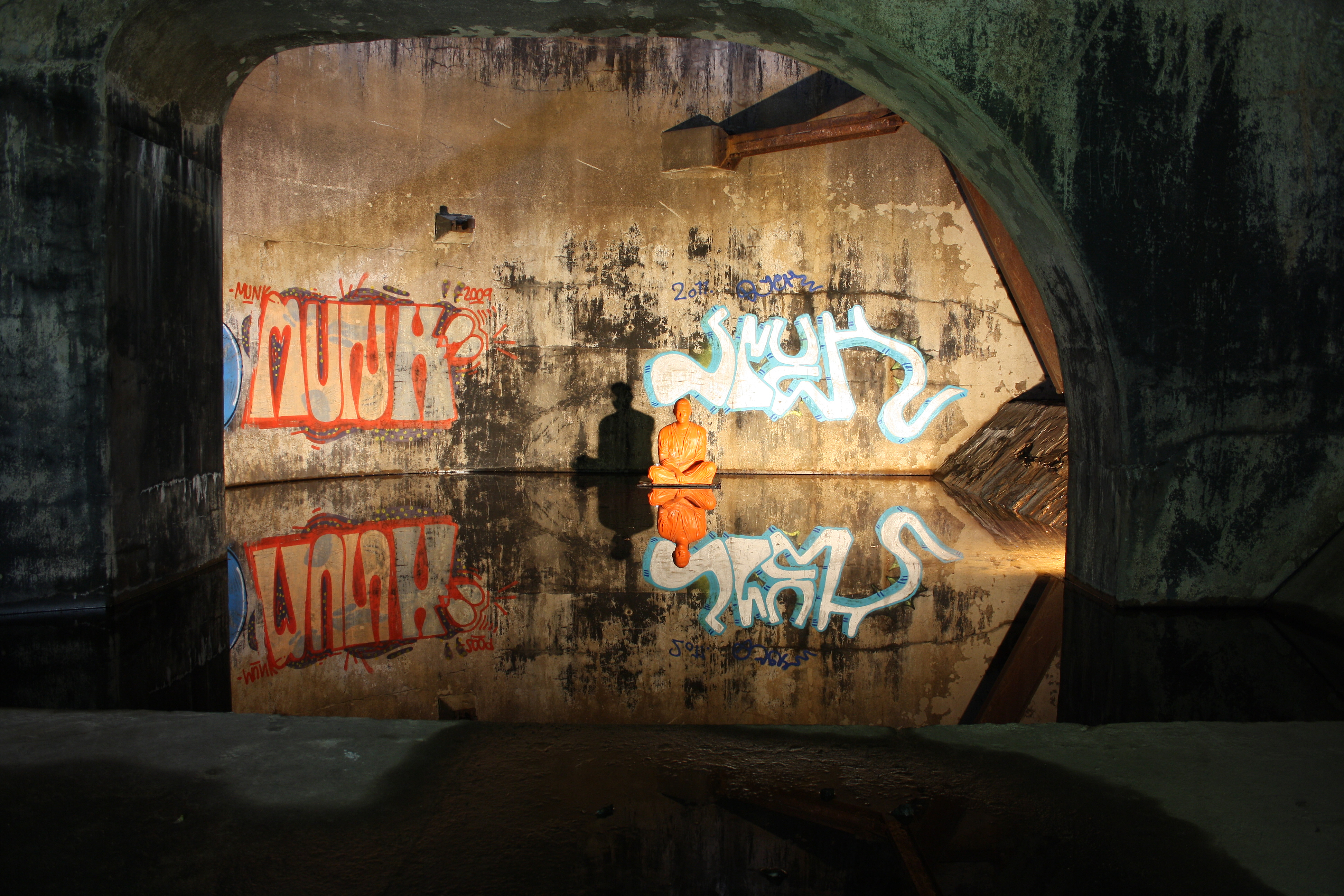
811, i Baggböle. Ingår i skulpturstråket Konstvägen sju älvar.
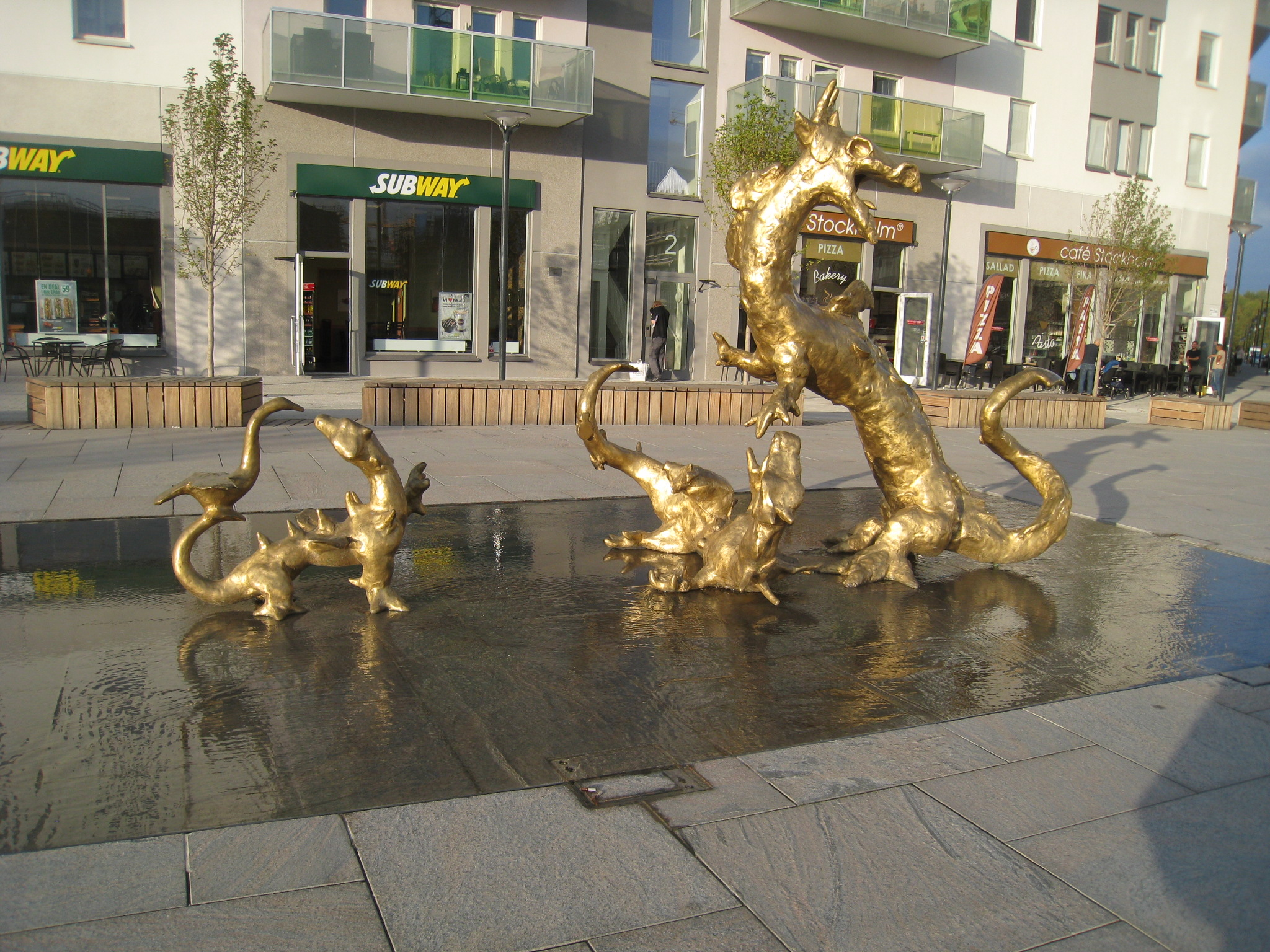
Dogfight, skulpturgrupp med guldglittrande drakar på Stora Torget i Barkarbystaden i Järfälla kommun.